# Rafael Mijares Alcérreca

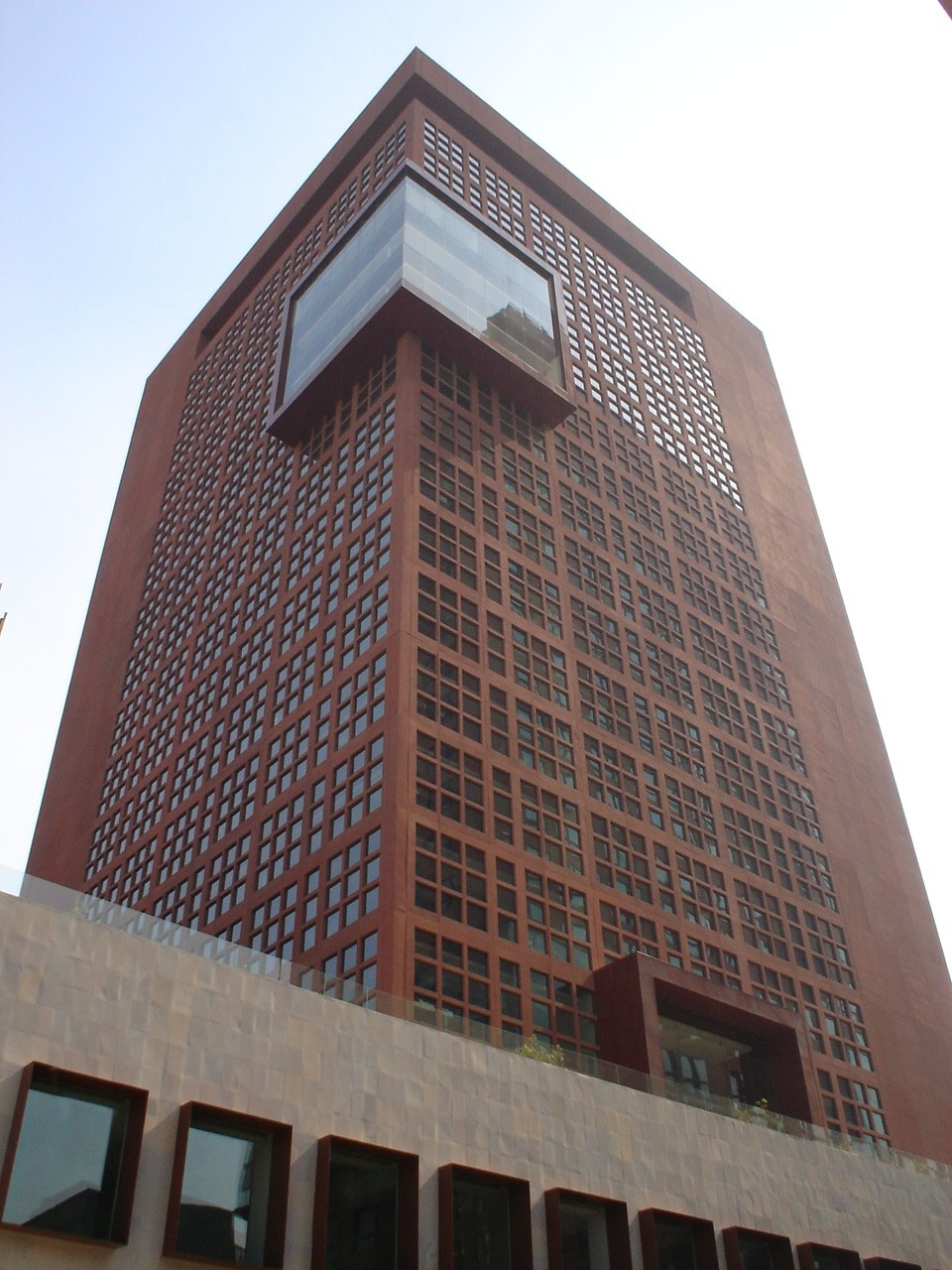
Neue SRE-Zentrale

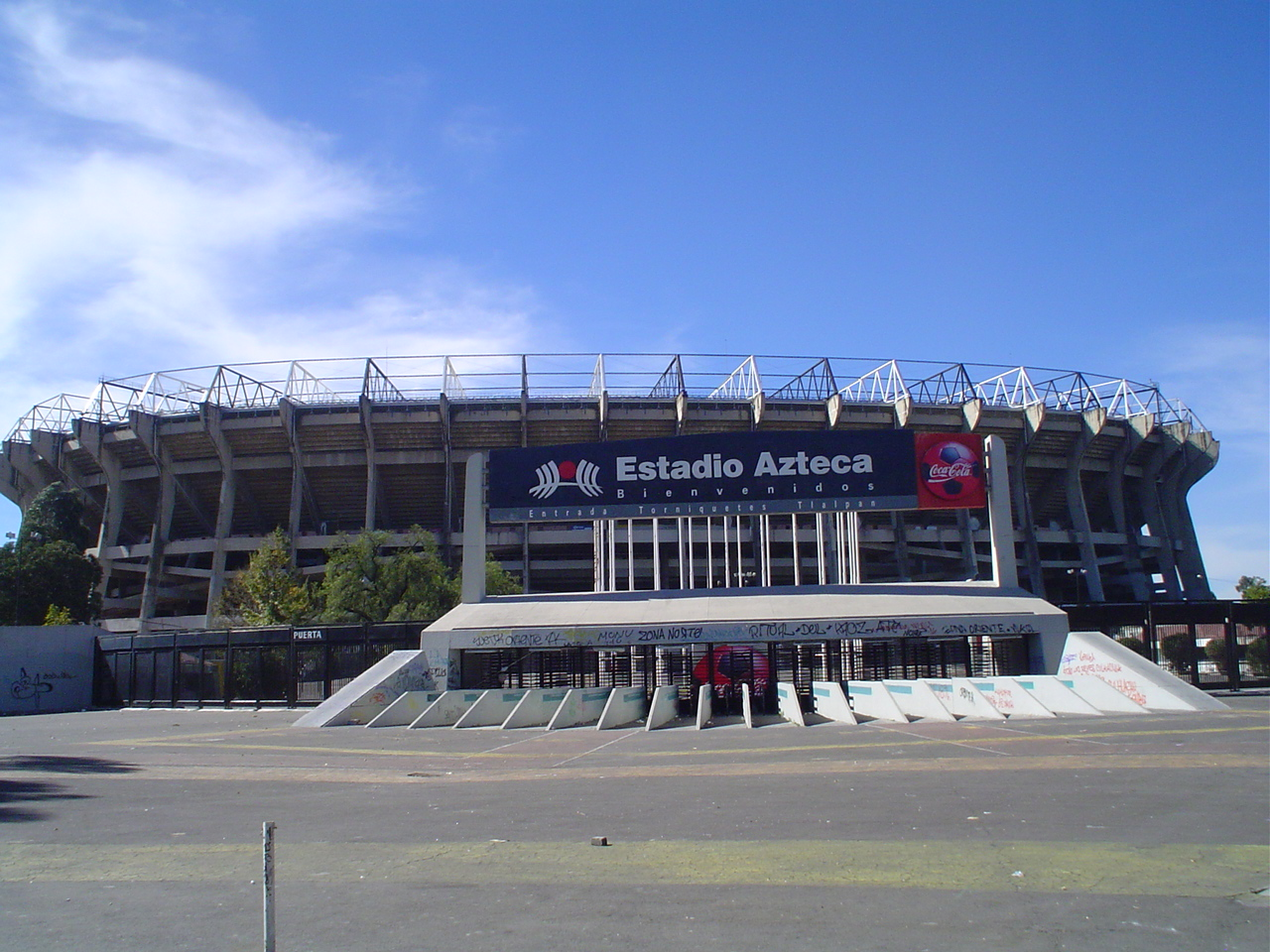
Aztekenstadion

Rafael Mijares Alcérreca (* 23. September 1924 in Mexiko-Stadt; fälschlicherweise auch Mijares Alcerra; † 9. November 2015) war ein mexikanischer Architekt und Kunstmaler.

## Biografie
Mijares studierte Architektur an der Fakultät für Architektur an der Universidad Nacional Autónoma de México (UNAM) und zählte zu den bedeutenden mexikanischen Architekten.
Er entwarf eine Vielzahl bekannter Gebäude. Zwischen 1955 und 1957 entstanden in Mexiko-Stadt beispielsweise fünfzehn Märkte, die er gemeinsam mit den Architekten Pedro Ramírez Vázquez, Juan José Díaz Infante Núñez und Javier Echeverría entwarf. Mit Vázquez zusammen entwarf er 1962 auch das Aztekenstadion und 1964 das Museo de Arte Moderno sowie mit Vázquez und Jorge Campuzano auch das Museo Nacional de Antropología in Mexiko-Stadt. Er war an den mexikanischen Pavillons bei den Weltausstellungen in Seattle, Washington und New York beteiligt. Ebenso entwarf er 1970 das Gebäude des Secretaría de Relaciones Exteriores. Nachdem 1979 bei einem Erdbeben das Campus der Universidad Iberoamericana 1979 zerstört wurde, entwarf er gemeinsam mit J. Francisco Serrano Cacho  die jetzigen Gebäude.
Für seine Arbeiten wurde er mehrfach ausgezeichnet, unter anderem mit dem Ritterorden König Leopolds II. von Belgien.
Nachdem er bei José Lazcarro Kurse in der Lehrwerkstatt in der „Molino de Santo Domingo“ (dt.: Mühle von St. Domingo) besuchte, begann Mijares 1978 mit der abstrakten Malerei.